# Vise și coșmaruri: Poveștile lui Stephen King
Vise și coșmaruri: Poveștile lui Stephen King  (în engleză Nightmares & Dreamscapes: From the Stories of Stephen King) este o serie antologică de opt episoade produse TNT, bazate pe povestiri scrise de autorul american Stephen King.  
A avut premiera pe 12 iulie 2006 și ultimul episod a fost transmis la 2 august 2006. Deși majoritatea sunt din colecția cu același nume, există câteva povestiri din diferite colecții ale lui King. Un trailer care a confirmat lansarea pe DVD a seriei a fost disponibil în octombrie 2006. Serialul a fost filmat în întregime în Melbourne, Australia.

## Producție
Episoadele bazate pe povestiri din colecția Vise și coșmaruri sunt "Umney's Last Case", "You Know They Got a Hell of a Band", "The End of the Whole Mess", "The Fifth Quarter" și "Crouch End". 
Restul episoadelor sunt adaptări ale povestirilor "The Road Virus Heads North" and "Autopsy Room Four", adunate în Everything’s Eventual și „Battleground” din antologia Night Shift . Printre vedetele care apar înserie se numără Tom Berenger, William H. Macy, Kim Delaney, Steven Weber, Ron Livingston, William Hurt, Samantha Mathis, Jacinta Stapleton și Bill Barretta ultimul necreditat în rolul lui Savage Commando. 
Efectele speciale ale acestei serii antologice au fost create de Jim Henson's Creature Shop. 

## Episoade
| No. | Title                                | Directed by          | Original air date |
| --- | ------------------------------------ | -------------------- | ----------------- |
| 1 | „Battleground”                       | Brian Henson         | 12 iulie 2006     |
| Un ucigaș profesionist (William Hurt) primește un pachet de soldați siniștri de jucărie după ce l-a ucis pe directorul unei companii de jucării.                                                                         |                                      |                      |                   |
| 2 | „Crouch End”                         | Mark Haber           | 12 iulie 2006     |
| Un cuplu proaspăt căsătorit (Claire Forlani, Eion Bailey) pleacă în luna de miere la Londra doar pentru a se pierde în Crouch End, un oraș notoriu care poate fi un portal către o altă dimensiune.                      |                                      |                      |                   |
| 3 | „Umney's Last Case”                  | Rob Bowman           | 19 iulie 2006     |
| După moartea fiului său, un scriitor (William H. Macy) se introduce ca personaj într-o povestire și forțează personajul său principal, un detectiv hardboiled din anii 1930 (jucat tot de Macy), să schimbe locul cu el. |                                      |                      |                   |
| 4 | „The End of the Whole Mess”          | Mikael Salomon       | 19 iulie 2006     |
| În ultimele sale momente, un cunoscut regizor (Ron Livingston) repornește un experiment al fratelui său genial (Henry Thomas) pentru a pune capăt violenței mondiale - dar cu un cost oribil.                            |                                      |                      |                   |
| 5 | „The Road Virus Heads North”         | Sergio Mimica-Gezzan | 26 iulie 2006     |
| Un celebru scriitor de groază (Tom Berenger) cumpără un tablou macabru pentru inspirație, doar pentru ca tabloul să înceapă să se schimbe și să corespundă cu evenimente sinistre din viața reală.                       |                                      |                      |                   |
| 6 | „The Fifth Quarter”                  | Rob Bowman           | 26 iulie 2006     |
| Un condamnat eliberat (Jeremy Sisto) începe o vânătoare de comori (după bani furați), punându-și în pericol familia și libertatea în acest proces.                                                                       |                                      |                      |                   |
| 7 | „Autopsy Room Four”                  | Mikael Salomon       | 2 august 2006     |
| Mușcat de un șarpe veninos, un bărbat (Richard Thomas) cade într-o stare catatonică, despre acesta se presupune că este mort și devine martor al propriei autopsii.                                                      |                                      |                      |                   |
| 8 | „You Know They Got a Hell of a Band” | Mike Robe            | 2 august 2006     |
| Un cuplu (Kim Delaney & Steven Weber) ignora sfaturile misterioasei CeCe (Jacinta Stapleton) și se pierde într-un loc ciudat numit "Raiul Rock & Roll" prin care cutreieră fantomele legendelor Rock & Roll.             |                                      |                      |                   |

## Lansare DVD
Seria completă a fost lansată pe DVD la 26 octombrie 2006. 